# Chiesa di Sant'Elia (Viggiù)
La chiesa di Sant'Elia di Viggiù si trova sulla sommità del colle dedicato all'omonimo profeta, a 665 metri di altitudine. Eremo cluniacense, dipendente dal priorato di Vertemate, come risulta da un decreto di Papa Urbano II (risalente al 1095), nel XIII secolo, era l'unica chiesa della diocesi ambrosiana dedicata al Santo Profeta. Non resta nessuna testimonianza dell'antico cenobio, in quanto l'edificio odierno è frutto di una serie di trasformazioni, operate nel corso del XVI secolo e XVII secolo. Dopo l'invasione dei lupi cervieri, del 1504, la chiesa divenne meta di pellegrinaggio da molti paesi del circondario, cosicché nel 1687 si rese necessario costruire una nuova strada per facilitare la salita dei pellegrini che aumentavano considerevolmente di anno in anno.
Un ampio ed arioso portico, aperto verso valle, coronato da tre archi a tutto sesto, immette all'interno dell'edificio, che si presenta in maniera abbastanza inconsueta rispetto alle altre chiese viggiutesi in quanto è totalmente affrescato sulle pareti ed anche sul soffitto. La pianta della chiesa è ad aula con una cappella per ogni lato, oltre a quella dell'altare maggiore. La cappella maggiore, presenta un altare settecentesco, dall'elegante cornice in pietra, che racchiude l'affresco raffigurante Il profeta Elia che viene portato in cielo dal biblico carro di fuoco; anche le pareti laterali dell'abside e il soffitto sono affrescate con le storie del profeta. La cappella sul fianco sinistro, dedicata a San Giuseppe, e quella sul lato destro, dedicata all'Immacolata, risalgono entrambe al XVII secolo. La cappella di sinistra ospita una tela del pittore Carlo Cane, raffigurante San Giuseppe, quella di destra è occupata dal simulacro ligneo de L'Immacolata che schiaccia il peccato, in forma di serpente.
La navata è decorata lungo le pareti con le Storie del profeta Elia e, sulla volta, con la Trasfigurazione, realizzate dal noto pittore svizzero Francesco Antonio Giorgioli di Meride, all'inizio del Settecento.
Nel 1965 un fulmine abbatté il campanile che venne riedificato all'inizio degli anni 70.
Durante il periodo primaverile ed estivo il colle Sant'Elia è meta di pellegrinaggio da parte degli oratori limitrofi della Valceresio (Viggiù, Saltrio, Clivio, Brenno, Arcisate, Bisuschio, Besano, Induno e Porto Ceresio) che organizzano diverse gare agonistiche, le "oratoriadi". Le gare principali nelle quali gli oratori si sfidano sono: Bandiera (due squadre sono sparse nel bosco, una deve proteggere la bandiera mentre l'altra deve riuscire a rubarla e a portarla nel suo campo); il Palo della cuccagna; la Caccia al tesoro; Calcio; varie gare di corse e staffette. 